# Баранюк Ярослав Юрійович
Ярослав Юрійович Баранюк (24 липня 1966 — 25 грудня 2022) — український військовослужбовець, Старший сержант Збройних сил України, учасник російсько-української війни. Загинув унаслідок ворожого обстрілу під час виконання бойового завдання.

## Біографія
Народився в селі Богдан Рахівського району Закарпатської області. Закінчив Закарпатський машинобудівний технікум, а згодом навчався в Дрогобицькому державному педагогічному інституті імені Івана Франка.
З 1993 року працював учителем допризовної підготовки юнаків у загальноосвітній школі І-ІІІ ступенів села Видричка.

### Військова служба
З початком повномасштабного вторгнення Росії в Україну був мобілізований до лав ЗСУ, проходив службу у Рахівський районний територіальний центр комплектування та соціальної підтримки.
Загинув 25 грудня 2022 року під час виконання бойового завдання в районі населеного пункту Митрофанівка Куп'янського району Харківської області.
29 грудня 2022 року в Богданській громаді відбулося прощання із загиблим воїном. Похований з військовими почестями у рідному селі Богдан.

## Пам'ять
Ім'я Ярослава Баранюка увічнене серед героїв, які віддали життя за незалежність України.

### Меморіальна дошка
У школі, де Ярослав Баранюк працював учителем допризовної підготовки, була встановлена меморіальна дошка на його честь. Цей жест вшанування пам'яті героя здійснено з метою увічнення його внеску в виховання молоді та служби в Збройних Силах України. Меморіальна дошка символізує його відданість справі та патріотизм, а також нагадує наступним поколінням про героїзм та самопожертву, яку проявили чоловіки й жінки під час війни за незалежність України.

## Нагороди
- Нагрудний знак «За заслуги» (Україна) (посмертно).

6 грудня 2024 року, у День Збройних сил України, нагороду передали дружині та сину Ярослава Баранюка.